# Midvale (Utah)
Midvale – miasto w Stanach Zjednoczonych, w stanie Utah, w hrabstwie Salt Lake.